# DIAMOND STAR
DIAMOND STAR（ダイアモンド・スターまたはダイヤモンド・スター）は、相川みさおのアルバム。

## 収録曲
作詞・作曲：山下直美
1. DIAMOND STAR
2. 行かないで
3. JUST ONLY YOU
4. I LOVE YOU SO
5. DIAMOND STAR（カラオケ）